# Krzysztof Penderecki
 Der er for få eller ingen kildehenvisninger i denne artikel, hvilket er et problem. Du kan hjælpe ved at angive troværdige kilder til de påstande, som fremføres i artiklen.

Krzysztof Eugeniusz Penderecki (født 23. november 1933 i Dębica død 29. marts 2020 i Kraków) var en polsk komponist og dirigent. Han blev regnet for at være en af de fremmeste repræsentanter for den polske avantgarde og en af verdens betydeligste samtidskomponister. Han er en af få avantgardekomponister, hvis navn og værker er kendt blandt et bredt publikum.
Penderecki skrev fire operaer, otte symfonier, kammermusik, værker for orkester m.v. Han komponerede adskillige store værker på bestilling, bl.a. et værk til minde om ofrene i Auschwitz (Dies Irae, 1967), et værk til De Forenede Nationer til deres 25 års-jubilæum (Kosmogonia, 1970) og et værk i anledningen af 3000-året for Jerusalem (Seven Gates of Jerusalem, 1997).
Hans musik nåede et bredere publikum fordi den i flere tilfælde blev brugt som filmmusik, ofte til gyserfilm som William Friedkins film Eksorcisten (1973), Stanley Kubricks film Ondskabens hotel (1980) og Martin Scorseses film Shutter Island (2010).

## Værker
Ufuldstændig værkliste. Der henvises i øvrigt til den officielle værkliste fra The Krzysztof Penderecski European Centre for Music.

### Operaer
- 1968-1969: Djævlene fra Loudun, (Die Teufel von Loudun, The Devils of Loudun) – opera i tre akter (libretto af komponisten, efter "The Devils of Loudun" af Aldous Huxley, dramatiseret af John Whiting.
- 1976-1978: Paradise Lost (Det tabte Paradis) – Sacra Rappresentazione i to akter (efter en tekst af englænderen John Milton);
- 1984-1986: Die schwarze Maske (Den sorte Maske) – opera i ét akt (tekst af Harry Kupfer og Krzysztof Penderecki, efter et skuespil af Gerhart Hauptmann);
- 1990-1991: Ubu Rex – Opera buffa i to akter (libretto af Jerzy Jarocki og Krzysztof Penderecki, efter skuespillet "Ubu Roi" af Alfred Jarry)

### Instrumentalmusik

#### Værker for orkester
- 1959-1960: Anaklasis for strygere (42 strygere) og slagtøj; uropført af Hans Rosbaud og Südwestfunk-orkesteret ved Donaueschinger Musiktage;[7]
- 1961-1962: Fluorescences for orkester;
- 1966: De natura sonoris No. 1 for orkester;
- 1971: Prélude for blæsere, slagtøj og kontrabasser;
- 1971: De natura sonoris No. 2 for orkester;
- 1972-1973: 1. symfoni for orkester;
- 1974: Jakobs opvågnen (på polsk: Przebudzenie Jakuba; tysk originaltitel Als Jakob erwachte aus dem Schlaf, sah er, daß Gott dagewesen war. Er hat es aber nicht gemerkt (citat fra 1. Mosebog 28:16, i Bibelselskabets oversættelse: Da Jakob vågnede, sagde han: »Herren er i sandhed på dette sted, og jeg vidste det ikke!«)[8] for orkester;
- 1979: Adagietto fra Paradise Lost (Det tabte Paradis) for orkester;
- 1979-1980: 2. symfoni (også kaldet Julesymfoni) for orkester;
- 1988-1995: 3. symfoni for orkester;
- 1989: Adagio – 4. symfoni for stort orkester;
- 1991-1992: 5. symfoni for orkester;
- 1994: Musik fra "Ubu Rex" for orkester; arrangeret af Henning Brauel;
- 1995: Adagio fra den 3. symfoni for orkester;
- 1997: 7. symfoni Seven Gates of Jerusalem (Jerusalems syv porte) med en De profundis (bestillingsopgave til Jerusalem Symphony Orchestra; uropført i januar 1997 som afslutning på fejringen af Jerusalem 3000 år);
- 2005: Largo für Violoncello og orkester (uropført af Seiji Ozawa og den Wiener Philharmonikerne den 19. juni 2005 i Wiener Musikverein – bestillingsværk til Gesellschaft der Musikfreunde in Wien);
- 2005 (udvidet version 2007): 8. symfoni Fortidens sange for tre solister (sopran, mezzosopran og baryton), blandet kor og orkester (baseret på tyske digte af Johann Wolfgang von Goethe, Bertolt Brecht, Joseph von Eichendorff, Rainer Maria Rilke, Heinrich Heine, Hermann Hesse, Karl Kraus og Achim von Arnim og uropført den 26. og 27. juni 2005 i Luxemburg);[9]
- 2008-17: 6. symfoni Kinesiske Sange - for baryton og orkester (baseret på digte af Li-Tai-Po, Thu-Fu, Ly-Y-Han, Thang-Schi-Yie-Tsai og Tschan-Jo-Su og uropført den 24. september 2017 af Guangzhou Symfoniorkester i Guangzhou, Kina).[10][11]

#### Værker for strygeorkester
- 1959: Emanationer for to strygeorkestre;
- 1960-1961: Trenos / Trenodi for Hiroshimas ofre for 52 strygeinstrumenter;[12]
- 1961: Polymorphia for 48 strygere;
- 1962: Kanon for strygeorkester;
- 1963: Tre stykker i gammel stil, musik til filmen The Saragossa Manuscript (på polsk: Rękopis znaleziony w Saragossie) for strygeorkester;
- 1973: Intermezzo for 24 strygere;
- 1992: Sinfonietta nr. 1 for strygeorkester;
- 1996-1997: Serenade for strygeorkester: Passacaglia (1996), Larghetto (1997);
- 1994: Agnus Dei fra Polsk Rekviem (1980/84), udgave for strygeorkester, bearbejdet af Boris Pergamenschikow;
- 1998: De profundis fra Seven Gates of Jerusalem, udgave for strygeorkester.

#### Værker for blæserorkester
- 1967 Pittsburgh Ouverture for symfonisk blæseorkester;
- 1994 Entrata for fire horn, tre trompeter, tre basuner, tuba og pauker;
- 1995 Burlesk Suite fra Ubu Rex for stort blæseorkester, arrangeret af Henning Brauel;
- 1998 Luzerner Fanfare for otte trompeter og slagtøj.

#### Værker for jazzensemble
- 1971: Actions for jazzensemble.

#### Værker for soloinstrument med orkester
- 1961: Fonogrammi for fløjte og kammerorkester;
- 1964: Capriccio for obo og elleve buer;
- 1964: Sonata for cello og orkester;
- 1966-1967: Concerto for cello og orkester (revideret 1971/1972);
- 1967: Capriccio for violin og orkester;
- 1971: Partita for cembalo, el-guitar, el-bas, harpe, kontrabas og orkester (revideret 1991)
- 1976-1977: Concerto for violin og orkester (revideret 1988)
- 1982: Concerto for cello og orkester no. 2;
- 1983: Viola Concerto for viola (desuden versioner for cello, klarinet og kammerorkester);
- 1992: Concerto for fløjte (klarinet) og kammerorkester;
- 1992-1995: Metamorphosen Violinkoncert nr. 2, for Anne-Sophie Mutter;
- 1994: Sinfonietta nr. 2 for klarinet og strygere;
- 2000: Musik for blokfløjte, marimba og strygere;
- 2000-2001: Concerto Grosso nr. 1 for tre celloer og orkester;
- 2001-2002: Concerto for klaver og orkester;

#### Kammermusik
- 1953: Sonate for violin og klaver;
- 1956: 3 miniaturer for klarinet og klaver;
- 1959: Miniature for violin og klaver;
- 1960: Strygekvartet nr. 1 for to violiner, bratsch, cello;
- 1968: Capriccio per Siegfried Palm for cello solo;
- 1968: Strygekvartet nr. 2 for to violiner, bratsch, cello;
- 1980: Capriccio for solotuba;
- 1984: Cadenza for soloviola;
- 1985-1986: Per Slava for solocello;
- 1987: Prélude for soloklarinet i b-dur;
- 1988: Der unterbrochene Gedanke for to violiner, bratsch og cello;
- 1990-1991: Strygetrio for violin, bratsch og cello;
- 1993: Kvartet for klarinet, violin, bratsch og cello;
- 1994: Divertimento for solocello;
- 1999: Sonate nr. 2 for violin og klaver;
- 2000: Sextett for klarinet, horn, violin, bratsch, cello og klaver (uropført af Alban Berg Kvartetten, Julian Rachlin, Yuri Bashmet, Mstislaw Rostropowitsch, Paul Meyer, Radovan Vlatkovic og Dmitri Alexeev den 7. juni 2000 i Wiener Musikverein – Auftragswerk der Gesellschaft der Musikfreunde in Wien).

#### Tonebåndskompositioner
- 1961: Psalmus for Tonebånd;
- 1963: Brygada śmierci (Dødsbrigade) for tonebånd
- 1972: Ekecheiria – Musik til De Olympiske Lege i 1972 for tonebånd; uropført den 26. august 1972 i München ved åbningshøjtideligheden ved de XX. Olympiske Lege;

### Vokalmusik

#### Kor a cappella
- 1962: Stabat Mater for 3 blandede kor (SATB) a cappella (senere indarbejdet uforandret i Lukaspassionen);
- 1965: Miserere fra Lukaspassionen for børnekor og tre blandede kor (ATB) a cappella;
- 1965: In Pulverem Mortis fra Lukaspassionen for tre blandede kor (SATB) a cappella;
- 1972: Ecloga VIII (Vergili "Bucolica") for seks herrestemmer (AATBBB) a cappella;
- 1981: Agnus Dei fra Polsk Rekviem for blandet kor (SSAATTBB) a cappella;
- 1986: Ize cheruvimi (Song of Cherubim/ Cherubinischer Lobgesang) – gammel kirkeslavisk med engelsk transskription for blandet kor (SSAATTBB) a cappella;
- 1987: Veni creator (Hrabanus Maurus) for blandet kor (SSAATTBB) a cappella;
- 1992: Benedicamus Domino (Organum und Psalm 117) for femstemmigt herrekor (TTTBB) a cappella (lat.);
- 1993: Benedictus for blandet kor (SATB) a cappella;
- 1996: De profundis (Psalm 129, 1-3) fra Seven Gates of Jerusalem (1996) for 3 blandede kor (SATB) a cappella

#### Sang og instrumentalensemble eller orkester
- 1959: Strofer for sopran, talestemme og ti instrumenter efter originaltekster af Menander, Sofokles, Esajas, Jeremias og Omar El-Khayám (Warschauer Herbst 1959).

#### Kor og orkester
- 1958: Davids salmer for blandet kor (SATB) og instrumenter – Salme XXVIII, Salme XXX, Salme XLIII og Salme CXLIII;
- 1959-1961: Dimensionen der Zeit und Stille for 40-stemmigt blandet kor, slagtøj og strygere;
- 1964: Cantata in honorem Almae Matris Universitatis Iagellonicae sescentos abhinc annos fundatae for to blandede kor og orkester;
- 1970-1973: Canticum Canticorum Salomonis for 16-stemmigt blandet kor, kammerorkester og et dansepar (ad lib.);
- 1997: Hymne an den heiligen Daniel (Slawa swjatamu dlinnju knazju moskowskamu) for blandet kor (SATB) og orkester;
- 1997: Hymne an den heiligen Adalbert for blandet kor (SATB) og orkester.

#### Solostemmer, kor og instrumentalensemble eller orkester
- 1965-1966: Passio Et Mors Domini Nostri Jesu Christi Secundum Lucam (Lukaspassionen).[13] Oratorium for sopran, baryton, bas, fortæller, børnekor, tre blandede kor (SATB) og orkester (uropført 1966 i St. Pauls Domkirken i Münster (Westfalen); genopført på samme sted i 2006 på 40-årsdagen med den polske radios symfoniorkester (Narodowa Orkiestra Symfoniczna Polskiego Radia w Katowicach) i Katowice, Krakows radiokor, Camerata Silesia og Warschawas drengekor samt komponisten selv);
- 1967: Dies Irae (AuschwitzOratorium) (til minde om ofrene fra Auschwitz) for sopran, tenor, bas, blandet kor (SATB) og orkester. Del I, Lamentatio;[14][15] Del II, Apocalypsis;[16][17] Del III, Apotheosis;[18]
- 1970: Kosmogonia for tre solister (sopran, tenor, bas), blandet kor og orkester; Bestillingsværk fra generalsekretæren for FN i anledning af FNs 25 års-jubilæum;
- 1969-1970: Utrenja I (Kristi begravelse) for fem solister (sopran, alt, tenor, bas og dyb bas), 2 blandede kor og orkester;[19]
- 1970-1971: Utrenja II (Kristi opstandelse) for fem solister (sopran, alt, tenor, bas og dyb bas), børnekor, 2 blandede kor og orkester;[20]
- 1973-1974: Magnificat for bassolo, vokalensemble (7 herrestemmer), 2 blandede kor (hver på 24 stemmer), børnestemmer og orkester: Del I magnificat; Del II, fuga; Del III, et misericordia eius...; Del IV, fecit potentiam; Del V, passacaglia; Del VI, sicut locutus est; Del VII, gloria;
- 1979: Vorspiel, Visionen og Finale fra "Paradise Lost" for seks solister, stort blandet kor og orkester;
- 1979-1980: Te Deum for fire solister (sopran-, mezzosopran-, tenor-, bas-solo), 2 blandede kor og orkester;
- 1980: Lacrimosa fra Polsk Rekviem for sopransolo, blandet kor og orkester;
- 1980-1984: Polsk Rekviem for fire solister (SATB), blandet kor og orkester (revideret 1993);[21]
- 1988: Zwei Szenen og Finale fra operaen "Die schwarze Maske" (Den sorte Maske) for sopran, mezzosopran, blandet kor og orkester;
- 1995: Agnus Dei for fire solister, blandet kor og orkester fra "Requiem der Versöhnung" (Forsoningsrekviem) til minde om ofrene for 2. verdenskrig;
- 1996: Seven Gates of Jerusalem (Jerusalems syv Porte) for fem solister (SSATB), fortæller, 3 blandede kor og orkester: Del I, Magnus Dominus et laudabilis nimis; Del II, Si oblitus fuero tui, Jerusalem; Del III, De profundis; Del IV, Si oblitus fuero tui, Jerusalem; Del V, Lauda, Jerusalem, Dominum (Psalm 147); Del VI, Ezechiel 37, 1-10; Del VII, Haec dicit Dominus: Ecce ego do coram vobis viam vitae, et viam mortis; Bestillingsværk fra byen Jerusalem, Jerusalems Symfoniorkester og Symphonieorkesters des Bayerischen Rundfunks i anledning af Jerusalems 3.000 års jubilæum;[22]
- 1997-1998: Credo for fem solister (sopran, mezzosopran, alt, tenor, bas) børnekor, blandet kor og orkester.
- 2004–2005: 8. Symfoni – Lieder der Vergänglichkeit (Forgængelighedssange) for tre solister (sopran, mezzosopran, bariton), kor og orkester. Bestillingsværk fra Luxemburgs kulturministerium i anledning af åbningen af Salle de Concerts Grande-Duchesse Joséphine-Charlotte. Med digte af Johann Wolfgang von Goethe, Achim von Arnim, Joseph von Eichendorff, Karl Kraus, Rainer Maria Rilke og Hermann Hesse. Uropført: 26. juni 2005 i Luxembourg.
- 2007: Ny udgave af den 8. Symfoni – "Lieder der Vergänglichkeit". 24. oktober 2007 i Beijing. Polytheater · Beijing Music Festival · China Philharmonic Orchestra · EuropaChor Akademie · sopran: Olga Pasichnyk · Mezzosopran: Agnieszka Rehlis · Bariton: Vytautas Juozapaitis · Dirigent: Krzysztof Penderecki